# ISFP

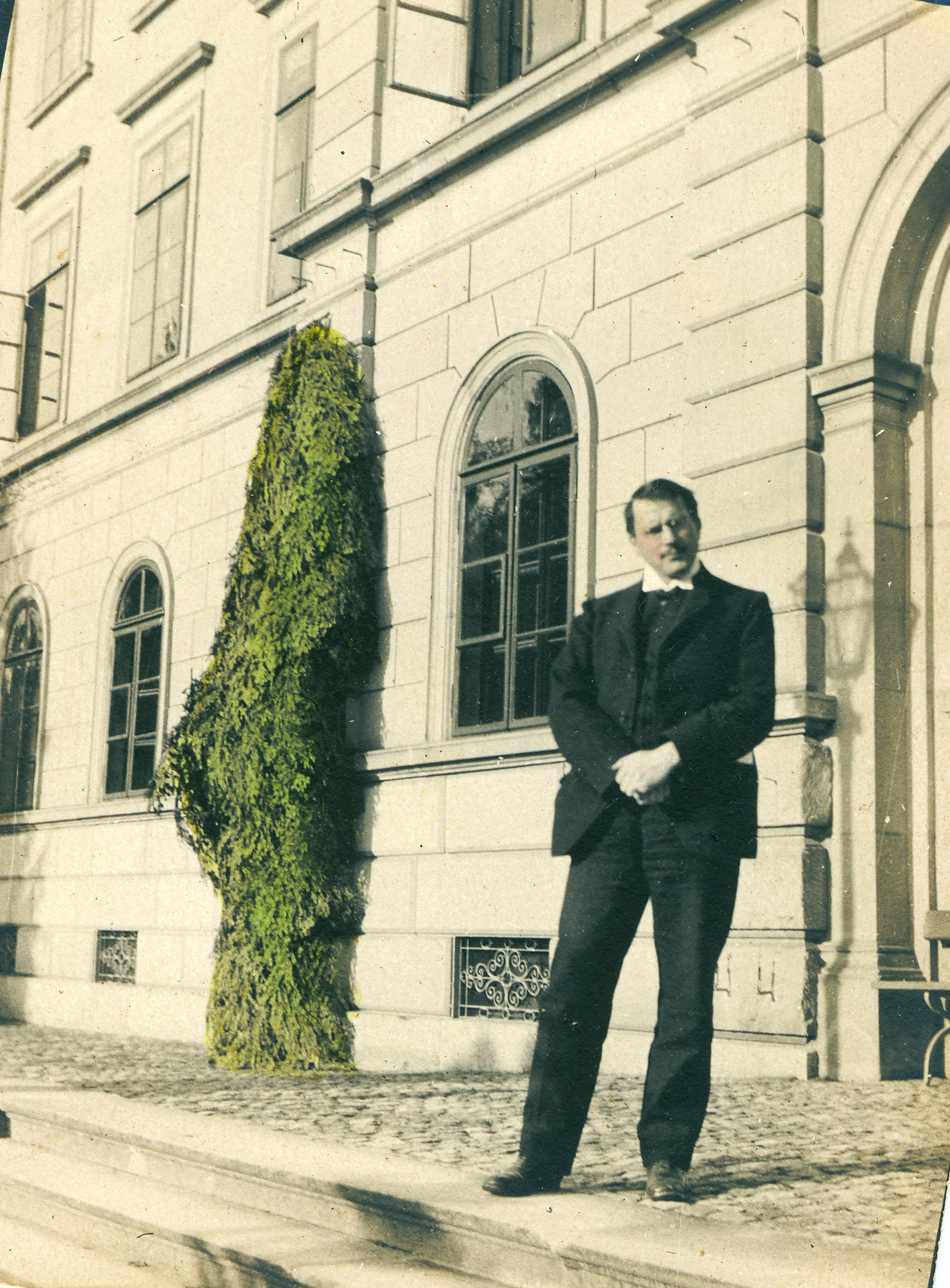
1910年的卡尔·荣格。

ISFP（内倾/感觉/情感/理解）是迈尔斯·布里格斯性格分类法中十六种人格类型之一。在柯尔塞气质类型测试中属于作词人，属于工匠的四种类型之一，大约占人口的5%-10%。

## MBTI偏好
MBTI通過以下偏好將人們歸類：:5-7
- 能量態度（注意力方向與能量來源）：外向或內向（E/I）
- 感知功能（信息收集方式）：實感或直覺（S/N）
- 判斷功能（決策方式）：思考或情感（T/F）
- 生活態度（對待外在世界的方式）：判斷或感知（J/P）

四個字母的組合遵循E/I、S/N、T/F、J/P的順序，由此產生了16種可能的字母組合，如ESTJ、ISFP、INFJ、ENTP等16種獨特的類型:29。在MBTI的理論中，「類型」表達的信息量不只是「4個偏好」，它代表了功能（S、N、T、F）、能量態度（E、I）以及對外界的態度（J、P）之間的一組複雜的動態關係:29。根據MBTI的論述，每組二分法的兩個「偏好」類似左撇子與右撇子，人們確實會使用雙手，但通常會用喜歡的那隻手伸手，因為那樣更自然:117。更重要的是，所有偏好和類型都同樣有價值，MBTI並不顯示一個人的能力。每種人格類型都有它自己的潛在優勢，和提供機遇能讓這優勢成長的領域:52
- I——内倾相对于外倾。ISFP倾向于宁静和有所保留。于社交中，他们消耗能量（同样的情况下，外倾者获得能量）。[7]
- S——感觉相对于直觉。相比关心于抽象事物，ISFP更加关心具体事物。他们更倾向于关注细节而不是整体，关注最切近的现实而非未来的可能性。[8]
- F——情感相对于理性。ISFP通常认为个人偏好高于客观标准。在做决定的时候，他们通常更多地基于对人情世故的考虑，而不是逻辑。[9]
- P——理解相对于判断：ISFP会保留意见或推迟作出重要的决定，更倾向于“开放选择权”，更能应对变化。[10]

## 特征

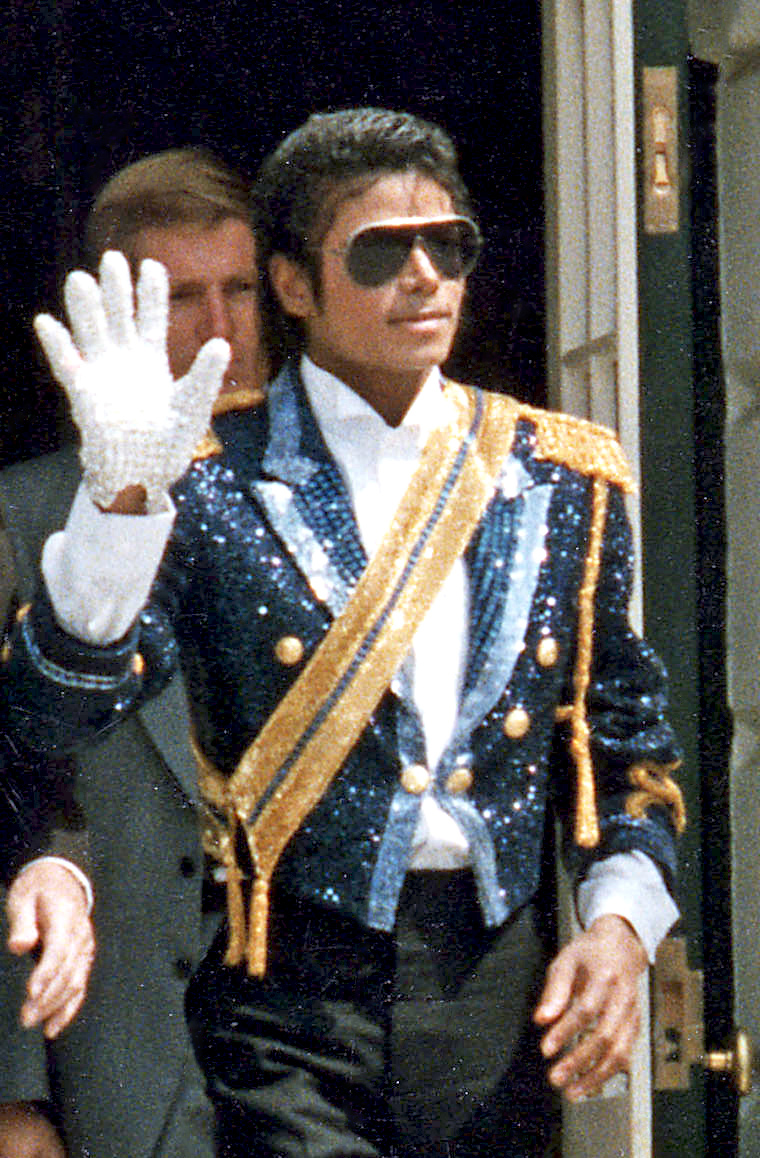
一些人认为迈克尔·杰克逊是个ISFP。但是，根据MBTI伦理应用的指导方针，只有那些参加了类型评估的人能决定他们最适合于哪一型。

### MBTI描述
根据迈尔斯·布里格斯的说法，ISFP们是安宁、随和的人，对人生采取“让自己活也让别人活”的态度。他们喜欢以自己的节奏生活，倾向于活在当下。尽管安静内敛，他们却也讨人喜欢、体贴、关怀，为他们生命中的人献身。虽然并不喜欢辩论乃至必要地发表看法，但是他们的价值观对自己很重要。

### 凯尔西类型描述
根据凯尔西的说法，ISFP们扎根于这里和现在。他们对环境极度敏感，这一点恰巧印证了他们的五感甚至比其他感觉型的人要敏锐的说法。他们能察觉周围人事物微小的变化。他们对和谐很敏感，很好地知道什么适合而什么不适合，不管是在艺术中还是在生活的其他方面。虽然对他们的同伴在做什么察觉得很清楚，他们却宁可让他人指导自己的人生。ISFP们通常在感情上很成熟。
更多訊息请见工匠 (气质类型)。

## 认知功能

### 主导功能：内倾情感（Fi）
Fi过滤訊息，这种过滤的基础是缘于标准（经常是无形的）形成的判断。Fi时常协调价值观。在各种情形下，它天生地和微妙的差别相合，并知道什么是对什么是错。

### 辅助功能：外倾感觉（Se）
Se集中于当下的、物质的世界所带来的体验和感觉。以对当下周遭事情的敏锐察觉，它带来关于前方的相对事实和细节，而且可能导致自发的行动。

### 第三功能：内倾直觉（Ni）
Ni将看起来矛盾的事物合成出先前无法想象的成果，同时它也被象征性的东西吸引。这些成果的实现通常伴随着需要行动来完成的确定性，同时其解决办法中可能包括复杂的系统或一般性的真理。

### 第四功能：外倾思考（Te）
Te组织、安排环境和想法，好成功达成目标。Te寻求行动、事件和结论的合理解释，并试图找到逻辑的错误和序列中的间隔。

### 隐藏功能
后来的人格类型研究者（特别是琳达·V·贝伦斯） 在这个降序排列中添加了四个附加功能。这些功能被称为隐藏功能，因为一个人并不自然地倾向于它们，但在压力之下它们也会浮现。对ISFP来说，这些隐藏功能是（按次序）：
- 外倾情感（Fe）：Fe寻找社会上的联系，并用礼貌、体贴、得体的举止营造和谐的沟通。Fe对他人明确（或暗示）的需求作出回应，甚至可能会制造内在自我需求和欲望的冲突来满足别人。[19]

- 内倾感觉（Si）：Si收集关于当下的数据，然后把它们和过去的经验比较，这过程有时候随着记忆唤起与之关联的感觉，就好像再体验一遍过去。为寻求保护那些熟悉的东西，Si回溯历史，用以形成对未来的期望和目标。[20]

- 外倾直觉（Ne）：Ne寻找并解释隐含意义，用“如果”开头的问题来探索选择，允许多种可能性共存。这种想象中的游戏把直觉和来自多种不同来源的经验结合在一起成为新的，这可能成为行动的催化剂。[21]

- 内倾思考（Ti）：Ti寻求精确，比如表达一个概念最合适的词。它注意到事物本质之间微不足道的差别，然后将它们分析并归类。Ti细查一个问题的每一面，寻找解决问题最不费力、风险最小的方法。它用模型甄别出逻辑上的不一致。[22]